# 1er août aux Jeux olympiques d'été de 2012
Le mercredi 1er août aux Jeux olympiques d'été de 2012 est le huitième jour de compétition.

## Faits marquants
Quatre paires de double féminin de badminton ont été exclues pour avoir fait exprès de perdre leur match de phase de poule. Elles ont fait appel de la décision.

## Programme
| Heure UTC+1 (Londres)                         |               |
| bleu                                          | Cérémonie     |
| neutre                                        | Épreuve       |
| or                                            | Finale        |
| orange                                        | Petite finale |
| rose                                          | Reporté       |
| gris                                          | Annulé        |
| Compétition masculine                         | Hommes        |
| Compétition féminine                          | Femmes        |
| Compétition mixte (hommes et femmes mélangés) | Mixte         |
| Compétition en couple (1 homme et 1 femme)    | Couple        |
| modifier                                      |               |

| Horaire  | Discipline Spécialité | Discipline Spécialité                              | Discipline Spécialité | Phase                       | Résultats                                                              | Références |
| -------- | --------------------- | -------------------------------------------------- | --------------------- | --------------------------- | ---------------------------------------------------------------------- | ---------- |
| 8 h 30   |                       | Hockey sur gazon Tournoi masculin                  | Compétition hommes    | Phase de poule Groupe A     | Espagne 0 - 5 Australie                                                | [ 2 ]      |
| 9 h 00   |                       | Badminton                                          | -                     | Tours                       | -                                                                      | -          |
| 9 h 00   |                       | Basket-ball Tournoi féminin                        | Compétition femmes    | Premier tour Groupe B       | Canada 60 - 64 France                                                  | [ 3 ]      |
| 9 h 00   |                       | Beach-volley Tournoi masculin                      | Compétition hommes    | Phase préliminaire          | -                                                                      | -          |
| 9 h 00   |                       | Escrime Épée individuelle                          | Compétition hommes    | 16e de finale               | -                                                                      | -          |
| 9 h 00   |                       | Tir Pistolet à 25 m                                | Compétition femmes    | Qualifications              | -                                                                      | -          |
| 9 h 00   |                       | Tir à l'arc Individuel                             | Compétition hommes    | 32e de finale               | -                                                                      | -          |
| 9 h 26   |                       | Tir à l'arc Individuel                             | Compétition femmes    | 32e de finale               | -                                                                      | -          |
| 9 h 30   |                       | Aviron Skiff                                       | Compétition hommes    | Demi-finales                | -                                                                      | -          |
| 9 h 30   |                       | Handball Tournoi féminin                           | Compétition femmes    | Tour Préliminaire Groupe B  | Norvège 27 - 27 Corée du Sud                                           | [ 4 ]      |
| 9 h 30*  |                       | Judo Moins de 70 kg                                | Compétition femmes    | 16e de finale               | -                                                                      | -          |
| 9 h 30*  |                       | Judo Moins de 90 kg                                | Compétition hommes    | 16e de finale               | -                                                                      | -          |
| 9 h 30   |                       | Volley-ball Tournoi féminin                        | Compétition femmes    | Phase Préliminaire Groupe A | République dominicaine 0 - 3 Japon                                     | [ 5 ]      |
| 9 h 32*  |                       | Judo Moins de 70 kg                                | Compétition femmes    | 8e de finale                | -                                                                      | -          |
| 9 h 33*  |                       | Judo Moins de 90 kg                                | Compétition hommes    | 8e de finale                | -                                                                      | -          |
| 9 h 34*  |                       | Judo Moins de 70 kg                                | Compétition femmes    | Quarts de finale            | -                                                                      | -          |
| 9 h 35*  |                       | Judo Moins de 90 kg                                | Compétition hommes    | Quarts de finale            | -                                                                      | -          |
| 9 h 50   |                       | Aviron Deux de couple poids légers                 | Compétition femmes    | Demi-finales                | -                                                                      | -          |
| 9 h 52   |                       | Tir à l'arc Individuel                             | Compétition hommes    | 16e de finale               | -                                                                      | -          |
| 10 h 00  |                       | Beach-volley Tournoi masculin                      | Compétition hommes    | Phase préliminaire          | -                                                                      | -          |
| 10 h 00  |                       | Haltérophilie - de 77 kg, Groupe B                 | Compétition hommes    | Compétition                 | -                                                                      | -          |
| 10 h 00  |                       | Natation 100 m nage libre                          | Compétition femmes    | Séries                      | -                                                                      | -          |
| 10 h 00  |                       | Tennis de table Simple                             | Compétition hommes    | Quarts de finale            | -                                                                      | -          |
| 10 h 05  |                       | Tir à l'arc Individuel                             | Compétition femmes    | 16e de finale               | -                                                                      | -          |
| 10 h 10  |                       | Aviron Deux sans barreur                           | Compétition femmes    | Finale                      | Grande-Bretagne · Australie · Nouvelle-Zélande                         | [ 6 ]      |
| 10 h 19  |                       | Natation 100 m nage libre                          | Compétition femmes    | Séries                      | -                                                                      | -          |
| 10 h 20  |                       | Aviron Quatre de couple                            | Compétition femmes    | Finale                      | Ukraine · Allemagne · États-Unis                                       | [ 7 ]      |
| 10 h 20  |                       | Natation 200 m dos                                 | Compétition hommes    | Séries                      | -                                                                      | -          |
| 10 h 30  |                       | Aviron Huit                                        | Compétition hommes    | Finale                      | Allemagne · Canada · Grande-Bretagne                                   | [ 8 ]      |
| 10 h 40  |                       | Aviron Quatre de couple                            | Compétition hommes    | Demi-finales                | -                                                                      | -          |
| 10 h 45  |                       | Hockey sur gazon Tournoi masculin                  | Compétition hommes    | Phase de poule Groupe B     | Belgique 1 - 3 Pays-Bas                                                | [ 9 ]      |
| 10 h 47  |                       | Natation 200 m brasse                              | Compétition femmes    | Séries                      | -                                                                      | -          |
| 11 h 00  |                       | Aviron Deux sans barreur                           | Compétition hommes    | Demi-finales                | -                                                                      | -          |
| 11 h 00  |                       | Beach-volley Tournoi féminin                       | Compétition femmes    | Phase préliminaire          | -                                                                      | -          |
| 11 h 14  |                       | Natation 200 m 4 nages                             | Compétition hommes    | Séries                      | -                                                                      | -          |
| 11 h 15  |                       | Basket-ball Tournoi féminin                        | Compétition femmes    | Premier tour Groupe A       | Chine 76 - 52 Angola                                                   | [ 10 ]     |
| 11 h 15  |                       | Escrime Épée individuelle                          | Compétition hommes    | 8e de finale                | -                                                                      | -          |
| 11 h 15  |                       | Handball Tournoi féminin                           | Compétition femmes    | Tour Préliminaire Groupe A  | Monténégro 30 - 25 Angola                                              | [ 11 ]     |
| 11 h 30* |                       | Tennis                                             | -                     | Tours                       | -                                                                      | -          |
| 11 h 30  |                       | Volley-ball Tournoi féminin                        | Compétition femmes    | Phase Préliminaire Groupe A | Algérie 0 - 3 Russie                                                   | [ 12 ]     |
| 11 h 39  |                       | Natation Relais 4 × 200 m nage libre               | Compétition femmes    | Demi-finale                 | -                                                                      | -          |
| 12 h 00  |                       | Beach-volley Tournoi féminin                       | Compétition femmes    | Phase préliminaire          | -                                                                      | -          |
| 12 h 00  |                       | Voile 49er                                         | Compétition hommes    | Course 5                    | -                                                                      | -          |
| 12 h 00  |                       | Voile Laser Radial                                 | Compétition femmes    | Course 5                    | -                                                                      | -          |
| 12 h 00  |                       | Voile RS:X                                         | Compétition hommes    | Course 3                    | -                                                                      | -          |
| 12 h 05  |                       | Voile Laser                                        | Compétition hommes    | Course 5                    | -                                                                      | -          |
| 12 h 30  |                       | Badminton                                          | -                     | Tours                       | -                                                                      | -          |
| 12 h 30  |                       | Cyclisme sur route Contre-la-montre                | Compétition femmes    | Finale                      | Kristin Armstrong (USA) · Judith Arndt (GER) · Olga Zabelinskaïa (RUS) | [ 13 ]     |
| 12 h 30  |                       | Escrime Épée individuelle                          | Compétition hommes    | Quarts de finale            | -                                                                      | -          |
| 12 h 30  |                       | Haltérophilie - de 69 kg, Groupe B                 | Compétition femmes    | Compétition                 | -                                                                      | -          |
| 12 h 45* |                       | Voile 49er                                         | Compétition hommes    | Course 6                    | -                                                                      | -          |
| 12 h 45* |                       | Voile RS:X                                         | Compétition hommes    | Course 4                    | -                                                                      | -          |
| 13 h 10  |                       | Escrime Sabre individuel                           | Compétition femmes    | 16e de finale               | -                                                                      | -          |
| 13 h 15* |                       | Voile Laser Radial                                 | Compétition femmes    | Course 6                    | -                                                                      | -          |
| 13 h 20* |                       | Voile Laser                                        | Compétition hommes    | Course 6                    | -                                                                      | -          |
| 13 h 30* |                       | Boxe Poids coqs (-56 kg)                           | Compétition hommes    | 8e de finale                | -                                                                      | -          |
| 13 h 30  |                       | Canoë-kayak en eau vive/slalom K1                  | Compétition hommes    | Demi-finales                | -                                                                      | -          |
| 13 h 45  |                       | Hockey sur gazon Tournoi masculin                  | Compétition hommes    | Phase de poule Groupe B     | Nouvelle-Zélande 3 - 1 Inde                                            | [ 14 ]     |
| 14 h 00* |                       | Judo Moins de 70 kg                                | Compétition femmes    | Demi-finales                | -                                                                      | -          |
| 14 h 00* |                       | Voile Elliott 6m                                   | Compétition femmes    | Qualifications              | -                                                                      | -          |
| 14 h 00  |                       | Voile RS:X                                         | Compétition femmes    | Course 3                    | -                                                                      | -          |
| 14 h 01* |                       | Judo Moins de 70 kg                                | Compétition femmes    | Petite finale 1             | Yuri Alvear (COL) 011 - 000 Chen Fei (CHN)                             | [ 15 ]     |
| 14 h 01* |                       | Judo Moins de 70 kg                                | Compétition femmes    | Petite finale 2             | Edith Bosch (NED) 001 - 001 Hwang Ye-Sul (KOR)                         | [ 16 ]     |
| 14 h 02* |                       | Judo Moins de 90 kg                                | Compétition hommes    | Demi-finales                | -                                                                      | -          |
| 14 h 03* |                       | Judo Moins de 90 kg                                | Compétition hommes    | Petite finale 1             | Ilias Iliadis (GER) 001 - 000 Tiago Camilo (BRA)                       | [ 17 ]     |
| 14 h 03* |                       | Judo Moins de 90 kg                                | Compétition hommes    | Petite finale 2             | Masashi Nishiyama (JPN) 000 - 000 Kirill Denisov (RUS)                 | [ 18 ]     |
| 14 h 10  |                       | Water-polo Tournoi féminin                         | Compétition femmes    | Phase préliminaire Groupe A | Hongrie 11 - 10 Chine                                                  | [ 19 ]     |
| 14 h 15  |                       | Cyclisme sur route Contre-la-montre                | Compétition hommes    | Finale                      | Bradley Wiggins (GBR) · Tony Martin (GER) · Christopher Froome (GBR)   | [ 20 ]     |
| 14 h 30  |                       | Basket-ball Tournoi féminin                        | Compétition femmes    | Premier tour Groupe B       | Australie 67 - 61 Brésil                                               | [ 21 ]     |
| 14 h 30  |                       | Beach-volley Tournoi masculin                      | Compétition hommes    | Phase préliminaire          | -                                                                      | -          |
| 14 h 30* |                       | Boxe Poids lourds (-91 kg)                         | Compétition hommes    | 8e de finale                | -                                                                      | -          |
| 14 h 30  |                       | Football Tournoi masculin                          | Compétition hommes    | Tour Préliminaire Groupe C  | Brésil 3 - 0 Nouvelle-Zélande                                          | [ 22 ]     |
| 14 h 30  |                       | Football Tournoi masculin                          | Compétition hommes    | Tour Préliminaire Groupe C  | Égypte 3 - 1 Biélorussie                                               | [ 23 ]     |
| 14 h 30  |                       | Handball Tournoi féminin                           | Compétition femmes    | Tour Préliminaire Groupe B  | France 29 - 17 Suède                                                   | [ 24 ]     |
| 14 h 30  |                       | Tennis de table Simple                             | Compétition femmes    | Petite finale               | Feng Tianwei (SIN) 4 - 0 Kasumi Ishikawa (JPN)                         | [ 25 ]     |
| 14 h 45* |                       | Boxe Poids super-lourds (+91 kg)                   | Compétition hommes    | 8e de finale                | -                                                                      | -          |
| 14 h 45  |                       | Escrime Sabre individuel                           | Compétition femmes    | 8e de finale                | -                                                                      | -          |
| 14 h 45* |                       | Voile RS:X                                         | Compétition femmes    | Course 4                    | -                                                                      | -          |
| 14 h 45  |                       | Volley-ball Tournoi féminin                        | Compétition femmes    | Phase Préliminaire Groupe B | Serbie 0 - 3 Turquie                                                   | [ 26 ]     |
| 15 h 00  |                       | Plongeon Tremplin à 3 mètres synchronisé           | Compétition hommes    | Finale                      | Chine · Russie · États-Unis                                            | [ 27 ]     |
| 15 h 00  |                       | Tir à l'arc Individuel                             | Compétition hommes    | 32e de finale               | -                                                                      | -          |
| 15 h 15  |                       | Canoë-kayak en eau vive/slalom K1                  | Compétition hommes    | Finale                      | Daniele Molmenti (ITA) · Vavřinec Hradílek (CZE) · Hannes Aigner (GER) | [ 28 ]     |
| 15 h 26  |                       | Tir à l'arc Individuel                             | Compétition femmes    | 32e de finale               | -                                                                      | -          |
| 15 h 30  |                       | Beach-volley Tournoi masculin                      | Compétition hommes    | Phase préliminaire          | -                                                                      | -          |
| 15 h 30  |                       | Haltérophilie - de 69 kg, Groupe A                 | Compétition femmes    | Finale                      | Rim Jong-Sim (PRK) · Vacant · Anna Nurmukhambetova (KAZ)               | ,          |
| 15 h 30  |                       | Tennis de table Simple                             | Compétition femmes    | Finale                      | Ding Ning (CHN) 1 - 4 Li Xiaoxia (CHN)                                 | [ 31 ]     |
| 15 h 30  |                       | Tir Pistolet à 25 m                                | Compétition femmes    | Finale                      | Kim Jang-Mi (KOR) · Chen Ying (CHN) · Olena Kostevych (UKR)            | [ 32 ]     |
| 15 h 30  |                       | Water-polo Tournoi féminin                         | Compétition femmes    | Phase préliminaire Groupe B | Italie 4 - 7 Russie                                                    | [ 33 ]     |
| 15 h 40  |                       | Escrime Sabre individuel                           | Compétition femmes    | Quarts de finale            | -                                                                      | -          |
| 15 h 52  |                       | Tir à l'arc Individuel                             | Compétition hommes    | 16e de finale               | -                                                                      | -          |
| 16 h 00  |                       | Hockey sur gazon Tournoi masculin                  | Compétition hommes    | Phase de poule Groupe A     | Afrique du Sud 2 - 2 Grande-Bretagne                                   | [ 34 ]     |
| 16 h 00* |                       | Judo Moins de 70 kg                                | Compétition femmes    | Finale                      | Lucie Décosse (FRA) 012 - 000 Kerstin Thiele (GER)                     | [ 35 ]     |
| 16 h 05  |                       | Tir à l'arc Individuel                             | Compétition femmes    | 16e de finale               | -                                                                      | -          |
| 16 h 10* |                       | Judo Moins de 90 kg                                | Compétition hommes    | Finale                      | Asley González (CUB) 000 - 010 Song Dae-Nam (KOR)                      | [ 36 ]     |
| 16 h 15  |                       | Handball Tournoi féminin                           | Compétition femmes    | Tour Préliminaire Groupe A  | Grande-Bretagne 17 - 30 Brésil                                         | [ 37 ]     |
| 16 h 30  |                       | Beach-volley Tournoi féminin                       | Compétition femmes    | Phase préliminaire          | -                                                                      | -          |
| 16 h 30  |                       | Gymnastique artistique Concours général individuel | Compétition hommes    | Finale                      | Kohei Uchimura (JPN) · Marcel Nguyen (GER) · Danell Leyva (USA)        | [ 38 ]     |
| 16 h 45  |                       | Basket-ball Tournoi féminin                        | Compétition femmes    | Premier tour Groupe B       | Grande-Bretagne 61 - 67 Russie                                         | [ 39 ]     |
| 16 h 45  |                       | Volley-ball Tournoi féminin                        | Compétition femmes    | Phase Préliminaire Groupe A | Grande-Bretagne 0 - 3 Italie                                           | [ 40 ]     |
| 17 h 00  |                       | Football Tournoi masculin                          | Compétition hommes    | Tour Préliminaire Groupe B  | Mexique 1 - 0 Suisse                                                   | [ 41 ]     |
| 17 h 00  |                       | Football Tournoi masculin                          | Compétition hommes    | Tour Préliminaire Groupe B  | Corée du Sud 0 - 0 Gabon                                               | [ 42 ]     |
| 17 h 00  |                       | Football Tournoi masculin                          | Compétition hommes    | Tour Préliminaire Groupe D  | Japon 0 - 0 Honduras                                                   | [ 43 ]     |
| 17 h 00  |                       | Football Tournoi masculin                          | Compétition hommes    | Tour Préliminaire Groupe D  | Espagne 0 - 0 Maroc                                                    | [ 44 ]     |
| 17 h 30  |                       | Beach-volley Tournoi féminin                       | Compétition femmes    | Phase préliminaire          | -                                                                      | -          |
| 17 h 30  |                       | Escrime Épée individuelle                          | Compétition hommes    | Demi-finales                | -                                                                      | -          |
| 18 h 20  |                       | Water-polo Tournoi féminin                         | Compétition femmes    | Phase préliminaire Groupe A | Espagne 9 - 9 États-Unis                                               | [ 45 ]     |
| 18 h 30  |                       | Badminton                                          | -                     | Tours                       | -                                                                      | -          |
| 18 h 30  |                       | Escrime Sabre individuel                           | Compétition femmes    | Demi-finales                | -                                                                      | -          |
| 19 h 00  |                       | Haltérophilie - de 77 kg, Groupe A                 | Compétition hommes    | Finale                      | Lu Xiaojun (CHN) · Lu Haojie (CHN) · Iván Cambar (CUB)                 | [ 46 ]     |
| 19 h 00  |                       | Hockey sur gazon Tournoi masculin                  | Compétition hommes    | Phase de poule Groupe A     | Pakistan 2 - 0 Argentine                                               | [ 47 ]     |
| 19 h 10  |                       | Escrime Épée individuelle                          | Compétition hommes    | Petite finale               | Seth Kelsey (USA) 11 - 12 Jung Jin-sun (KOR)                           | [ 48 ]     |
| 19 h 30  |                       | Handball Tournoi féminin                           | Compétition femmes    | Tour Préliminaire Groupe B  | Espagne 24 - 21 Danemark                                               | [ 49 ]     |
| 19 h 30  |                       | Natation 200 m brasse                              | Compétition hommes    | Finale                      | Dániel Gyurta (HUN) · Michael Jamieson (GBR) · Ryo Tateishi (JPN)      | [ 50 ]     |
| 19 h 38  |                       | Natation 100 m nage libre                          | Compétition femmes    | Demi-finales                | -                                                                      | -          |
| 19 h 40  |                       | Escrime Sabre individuel                           | Compétition femmes    | Petite finale               | Mariel Zagunis (USA) 10 - 15 Olga Kharlan (UKR)                        | [ 51 ]     |
| 19 h 40  |                       | Water-polo Tournoi féminin                         | Compétition femmes    | Phase préliminaire Groupe B | Grande-Bretagne 3 - 16 Australie                                       | [ 52 ]     |
| 19 h 45  |                       | Football Tournoi masculin                          | Compétition hommes    | Tour Préliminaire Groupe A  | Sénégal 1 - 1 Émirats arabes unis                                      | [ 53 ]     |
| 19 h 45  |                       | Football Tournoi masculin                          | Compétition hommes    | Tour Préliminaire Groupe A  | Grande-Bretagne 1 - 0 Uruguay                                          | [ 54 ]     |
| 19 h 47  |                       | Natation 200 m dos                                 | Compétition hommes    | Demi-finales                | -                                                                      | -          |
| 20 h 00  |                       | Basket-ball Tournoi féminin                        | Compétition femmes    | Premier tour Groupe A       | Croatie 70 - 89 République tchèque                                     | [ 55 ]     |
| 20 h 00  |                       | Beach-volley Tournoi masculin                      | Compétition hommes    | Phase préliminaire          | -                                                                      | -          |
| 20 h 00  |                       | Escrime Épée individuelle                          | Compétition hommes    | Finale                      | Rubén Limardo (VEN) 15 - 10 Bartosz Piasecki (NOR)                     | [ 56 ]     |
| 20 h 00  |                       | Volley-ball Tournoi féminin                        | Compétition femmes    | Phase Préliminaire Groupe B | États-Unis 3 - 0 Chine                                                 | [ 57 ]     |
| 20 h 09  |                       | Natation 200 m papillon                            | Compétition femmes    | Finale                      | Jiao Liuyang (CHN) · Mireia Belmonte (ESP) · Natsumi Hoshi (JPN)       | [ 58 ]     |
| 20 h 17  |                       | Natation 100 m nage libre                          | Compétition hommes    | Finale                      | Nathan Adrian (USA) · James Magnussen (AUS) · Brent Hayden (CAN)       | [ 59 ]     |
| 20 h 24  |                       | Natation 200 m brasse                              | Compétition femmes    | Demi-finales                | -                                                                      | -          |
| 20 h 30* |                       | Boxe Poids coqs (-56 kg)                           | Compétition hommes    | 8e de finale                | -                                                                      | -          |
| 20 h 30  |                       | Escrime Sabre individuel                           | Compétition femmes    | Finale                      | Kim Ji-yeon (KOR) 15 - 9 Sofia Velikaïa (RUS)                          | [ 60 ]     |
| 20 h 36  |                       | Natation 200 m 4 nages                             | Compétition hommes    | Demi-finales                | -                                                                      | -          |
| 20 h 57  |                       | Natation Relais 4 × 200 m nage libre               | Compétition femmes    | Finale                      | États-Unis · Australie · France                                        | [ 61 ]     |
| 21 h 00  |                       | Beach-volley Tournoi masculin                      | Compétition hommes    | Phase préliminaire          | -                                                                      | -          |
| 21 h 15  |                       | Handball Tournoi féminin                           | Compétition femmes    | Tour Préliminaire Groupe A  | Russie 28 - 30 Croatie                                                 | [ 62 ]     |
| 21 h 15  |                       | Hockey sur gazon Tournoi masculin                  | Compétition hommes    | Phase de poule Groupe B     | Corée du Sud 0 - 1 Allemagne                                           | [ 63 ]     |
| 21 h 30* |                       | Boxe Poids lourds (-91 kg)                         | Compétition hommes    | 8e de finale                | -                                                                      | -          |
| 21 h 45* |                       | Boxe Poids super-lourds (+91 kg)                   | Compétition hommes    | 8e de finale                | -                                                                      | -          |
| 22 h 00  |                       | Beach-volley Tournoi féminin                       | Compétition femmes    | Phase préliminaire          | -                                                                      | -          |
| 22 h 00  |                       | Volley-ball Tournoi féminin                        | Compétition femmes    | Phase Préliminaire Groupe B | Brésil 0 - 3 Corée du Sud                                              | [ 64 ]     |
| 22 h 15  |                       | Basket-ball Tournoi féminin                        | Compétition femmes    | Premier tour Groupe A       | États-Unis 89 - 58 Turquie                                             | [ 65 ]     |
| 23 h 00  |                       | Beach-volley Tournoi féminin                       | Compétition femmes    | Phase préliminaire          | -                                                                      | -          |

* Date du début estimée

## Tableaux des médailles
- Pays organisateur (Royaume-Uni)

| Rang  | Nation             | Or | Argent | Bronze | Total |
| ----- | ------------------ | -- | ------ | ------ | ----- |
| 1     | Chine              | 4  | 3      | 0      | 7     |
| 2     | États-Unis         | 3  | 0      | 3      | 6     |
| 3     | Corée du Sud       | 3  | 0      | 1      | 4     |
| 4     | Grande-Bretagne    | 2  | 1      | 2      | 5     |
| 5     | Allemagne          | 1  | 5      | 2      | 8     |
| 6     | Japon              | 1  | 0      | 3      | 4     |
| 7     | Ukraine            | 1  | 0      | 2      | 3     |
| 8     | France             | 1  | 0      | 1      | 2     |
| 9     | Hongrie            | 1  | 0      | 0      | 1     |
| 9     | Italie             | 1  | 0      | 0      | 1     |
| 9     | Corée du Nord      | 1  | 0      | 0      | 1     |
| 9     | Venezuela          | 1  | 0      | 0      | 1     |
| 13    | Australie          | 0  | 3      | 0      | 3     |
| 14    | Russie             | 0  | 2      | 1      | 3     |
| 15    | Canada             | 0  | 1      | 1      | 2     |
| 15    | Cuba               | 0  | 1      | 1      | 2     |
| 15    | République tchèque | 0  | 1      | 0      | 1     |
| 15    | Espagne            | 0  | 1      | 0      | 1     |
| 15    | Norvège            | 0  | 1      | 0      | 1     |
| 15    | Roumanie           | 0  | 1      | 0      | 1     |
| 21    | Biélorussie        | 0  | 0      | 1      | 1     |
| 21    | Colombie           | 0  | 0      | 1      | 1     |
| 21    | Pays-Bas           | 0  | 0      | 1      | 1     |
| 21    | Nouvelle-Zélande   | 0  | 0      | 1      | 1     |
| 21    | Singapour          | 0  | 0      | 1      | 1     |
| Total | Total              | 20 | 20     | 22     | 62    |

| Rang  | Nation             | Or | Argent | Bronze | Total |
| ----- | ------------------ | -- | ------ | ------ | ----- |
| 1     | Chine              | 17 | 9      | 4      | 30    |
| 2     | États-Unis         | 12 | 8      | 9      | 29    |
| 3     | Corée du Sud       | 6  | 2      | 4      | 12    |
| 4     | France             | 5  | 3      | 5      | 13    |
| 5     | Corée du Nord      | 4  | 0      | 1      | 5     |
| 6     | Allemagne          | 3  | 8      | 2      | 13    |
| 7     | Italie             | 3  | 4      | 2      | 9     |
| 8     | Kazakhstan         | 3  | 0      | 0      | 3     |
| 9     | Japon              | 2  | 4      | 11     | 17    |
| 10    | Russie             | 2  | 4      | 5      | 11    |
| 11    | Grande-Bretagne    | 2  | 3      | 4      | 9     |
| 12    | Hongrie            | 2  | 1      | 1      | 4     |
| 13    | Ukraine            | 2  | 0      | 4      | 6     |
| 14    | Afrique du Sud     | 2  | 0      | 0      | 2     |
| 15    | Australie          | 1  | 6      | 2      | 9     |
| 16    | Roumanie           | 1  | 3      | 2      | 6     |
| 17    | Brésil             | 1  | 1      | 1      | 3     |
| 17    | Pays-Bas           | 1  | 1      | 1      | 3     |
| 19    | Géorgie            | 1  | 0      | 0      | 1     |
| 19    | Lituanie           | 1  | 0      | 0      | 1     |
| 19    | Slovénie           | 1  | 0      | 0      | 1     |
| 19    | Venezuela          | 1  | 0      | 0      | 1     |
| 23    | Colombie           | 0  | 2      | 1      | 3     |
| 23    | Cuba               | 0  | 2      | 1      | 3     |
| 25    | Mexique            | 0  | 2      | 0      | 2     |
| 26    | Canada             | 0  | 1      | 5      | 6     |
| 27    | Indonésie          | 0  | 1      | 1      | 2     |
| 27    | Norvège            | 0  | 1      | 1      | 2     |
| 29    | République tchèque | 0  | 1      | 0      | 1     |
| 29    | Danemark           | 0  | 1      | 0      | 1     |
| 29    | Égypte             | 0  | 1      | 0      | 1     |
| 29    | Espagne            | 0  | 1      | 0      | 1     |
| 29    | Pologne            | 0  | 1      | 0      | 1     |
| 29    | Suède              | 0  | 1      | 0      | 1     |
| 29    | Thaïlande          | 0  | 1      | 0      | 1     |
| 29    | Taipei chinois     | 0  | 1      | 0      | 1     |
| 37    | Nouvelle-Zélande   | 0  | 0      | 2      | 2     |
| 37    | Slovaquie          | 0  | 0      | 2      | 2     |
| 39    | Azerbaïdjan        | 0  | 0      | 1      | 1     |
| 39    | Belgique           | 0  | 0      | 1      | 1     |
| 39    | Biélorussie        | 0  | 0      | 1      | 1     |
| 39    | Grèce              | 0  | 0      | 1      | 1     |
| 39    | Inde               | 0  | 0      | 1      | 1     |
| 39    | Moldavie           | 0  | 0      | 1      | 1     |
| 39    | Mongolie           | 0  | 0      | 1      | 1     |
| 39    | Qatar              | 0  | 0      | 1      | 1     |
| 39    | Singapour          | 0  | 0      | 1      | 1     |
| 39    | Serbie             | 0  | 0      | 1      | 1     |
| 39    | Ouzbékistan        | 0  | 0      | 1      | 1     |
| Total | Total              | 73 | 74     | 82     | 229   |